# Glyphothecium pendulum
Glyphothecium pendulum là một loài rêu trong họ Ptychomniaceae. Loài này được Zanten mô tả khoa học đầu tiên năm 1964.